# Gisberth Hülsmann

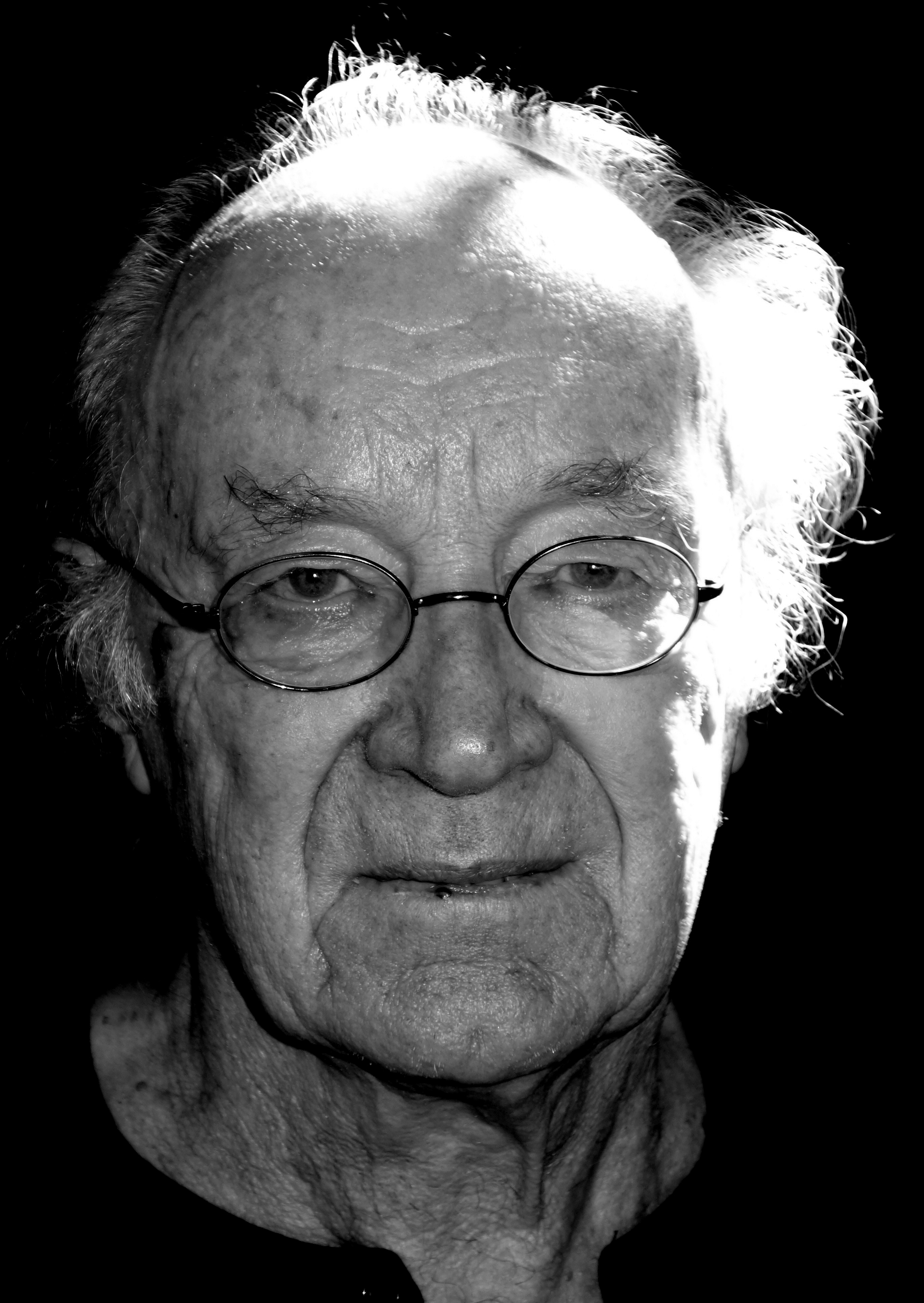
Gisberth Hülsmann (2018)

Gisberth Maria Hülsmann (* 11. August 1935 in Hamersleben) ist ein deutscher Architekt und Hochschullehrer, der Kirchen und Klöster baute.

## Leben
Gisberth Hülsmann wuchs als Sohn eines Tierarztes in Thedinghausen bei Bremen auf. Die Familie väterlicherseits stammt aus Coesfeld im Westmünsterland.
Nach seinem Abitur 1954/55 studierte Hülsmann zunächst Kunstgeschichte an der Eberhard Karls Universität Tübingen. Nach einem Besuch des Klosters Maulbronn studierte er ab 1956 an der Technischen Hochschule Karlsruhe Architektur. 1963 legte er sein Diplom extern bei Egon Eiermann ab. Nach einem Baupraktikum als Maurer und Zimmermann und 1959 im Bauatelier des Kirchenbaumeisters Emil Steffann war er von 1961 bis zu Steffann’s Tod 1968 dessen Mitarbeiter, später Partner und Verwalter des Nachlasses von Emil Steffann, den er 1986 an das Deutsche Architekturmuseum in Frankfurt am Main übergab.
Nach Abschluss der Projekte des Büros Steffann und des gutachterlichen Wettbewerbs über die Restaurierung und den Umbau des Trierer Domes (1. Preis), mit dem dann Gottfried Böhm und Nikolaus Rosiny beauftragt wurden, führte er ab 1969 ein eigenes Büro in Wachtberg-Niederbachem bei Bonn-Bad Godesberg. Von 1981 bis 2010 wirkte er als Professor für Entwerfen an der Fachhochschule Aachen. Zu seinem Freundeskreis zählte Heinz Bienefeld, ein Schüler von Dominikus Böhm und Mitarbeiter von Emil Steffann. Den Nachlass von Emil Steffann übergab Hülsmann 1986 dem Archiv des DAM (Deutsches Architekturmuseum), seinen Vorlass dem Baukunstarchiv NRW.

## Sonstiges
Hülsmann (mit Manfred Sundermann, Herbert Muck und Ulrich Weisner) kuratierte die Ausstellung "Emil Steffann" vom 16. November bis 31. Dezember 1980 (Katalog) in der Kunsthalle Bielefeld. Sie wurde um die Ausstellung "Rudolf Schwarz" erweitert und als Wanderausstellung unter dem Titel "Zwei Rheinische Baumeister des XX.Jahrhunderts: Rudolf Schwarz und Emil Steffann" (Katalog) im November 1981 in der Kunstakademie Düsseldorf eröffnet. In dem Beitrag "Wahr-nehmung, Anmerkungen zu Emil Steffann, 'Baufibel für Lothringen'" der Architekturzeitschrift arch+ spricht er sich in der Nachfolge Steffanns für ein ortsgerechtes Bauen aus und bezeichnet die Notscheune im lothringischen Boust von Emil Steffann als Leitbild.
Gisberth Hülsmann war Präsident der Deutschen Gesellschaft für christliche Kunst, Gründungsmitglied der Akademie für gestaltendes Handwerk in Aachen und zusammen mit Johannes Conradi Gründungssenator der Hochschule Anhalt am Bauhaus Dessau.

## Privates
Nach dem Tod seiner Frau Barbara (geb. Ehmann), einer Apothekerin und Pianistin, zog sich Gisberth Hülsmann aus dem aktiven Berufsleben zurück. Das Paar hat zwei Töchter, Julia Hülsmann ist Jazzpianistin.

## Architekturverständnis
Nach Hülsmanns Verständnis geht die „Vorstellung von einer ersten Architektur“ allem Bauen voraus. Diese sei das „Veräußern innerer Bilder“. Sein Werk und seine Baugestaltungslehre in der Nachfolge Emil Steffanns umfasst auch Inneneinrichtung (Möbel) und künstlerische Ausgestaltung (Glasfenster, liturgisches Gerät).

## Werk (Auswahl)

### 1961–1968 Bauatelier Steffann

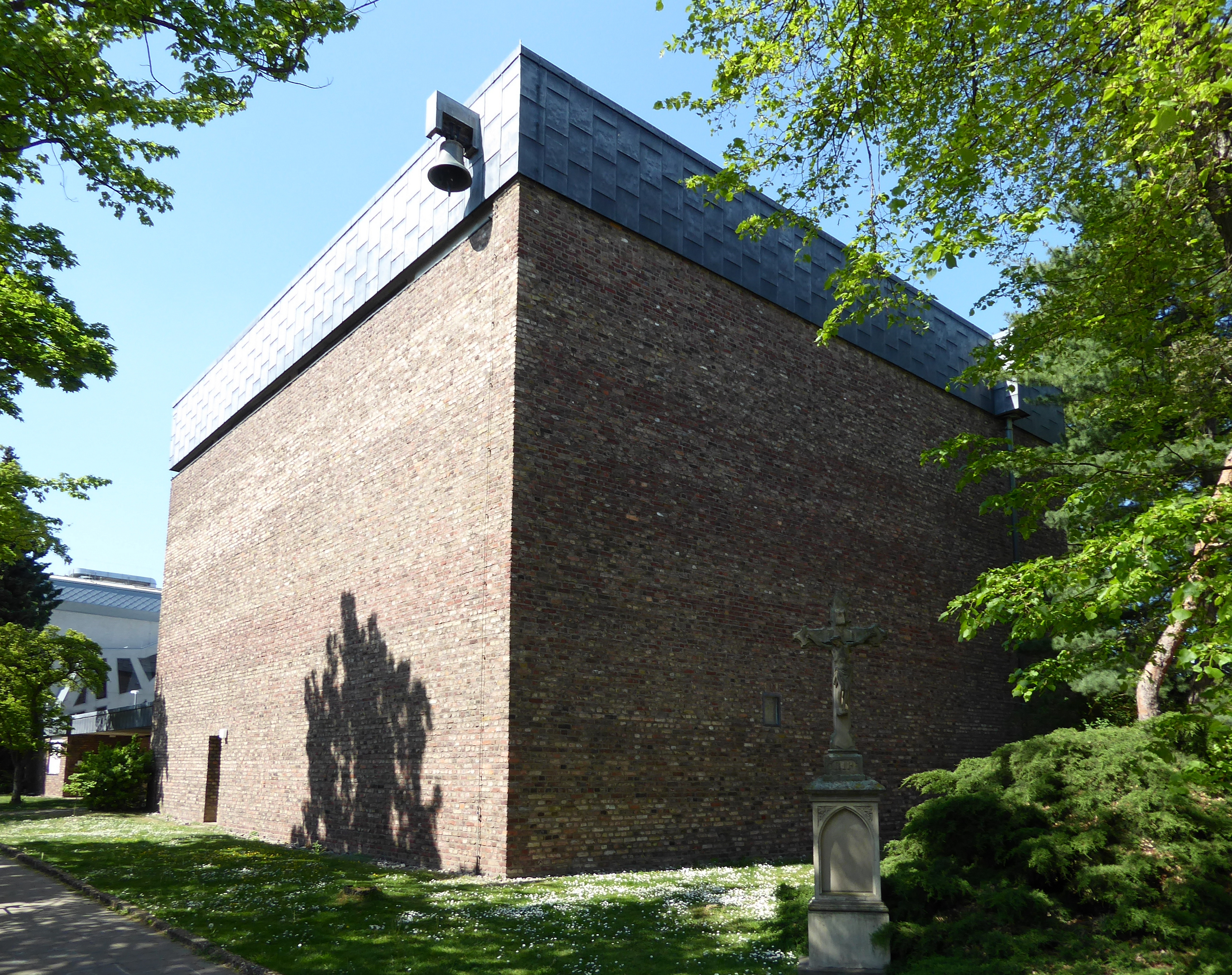
1961: St.Laurentius, Köln-Lindenthal
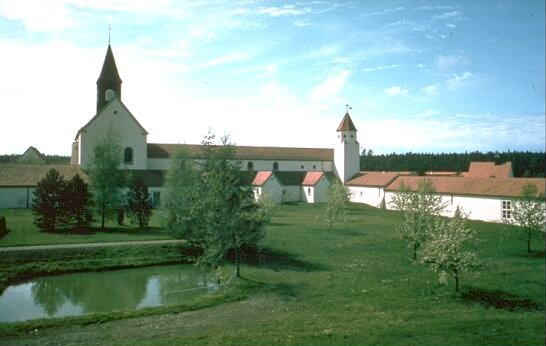
1964: Kartause Marienau, Seibranz im Allgäu
- 1964: Franziskanerkloster und Pfarrkirche St. Matthias, Euskirchen[12]
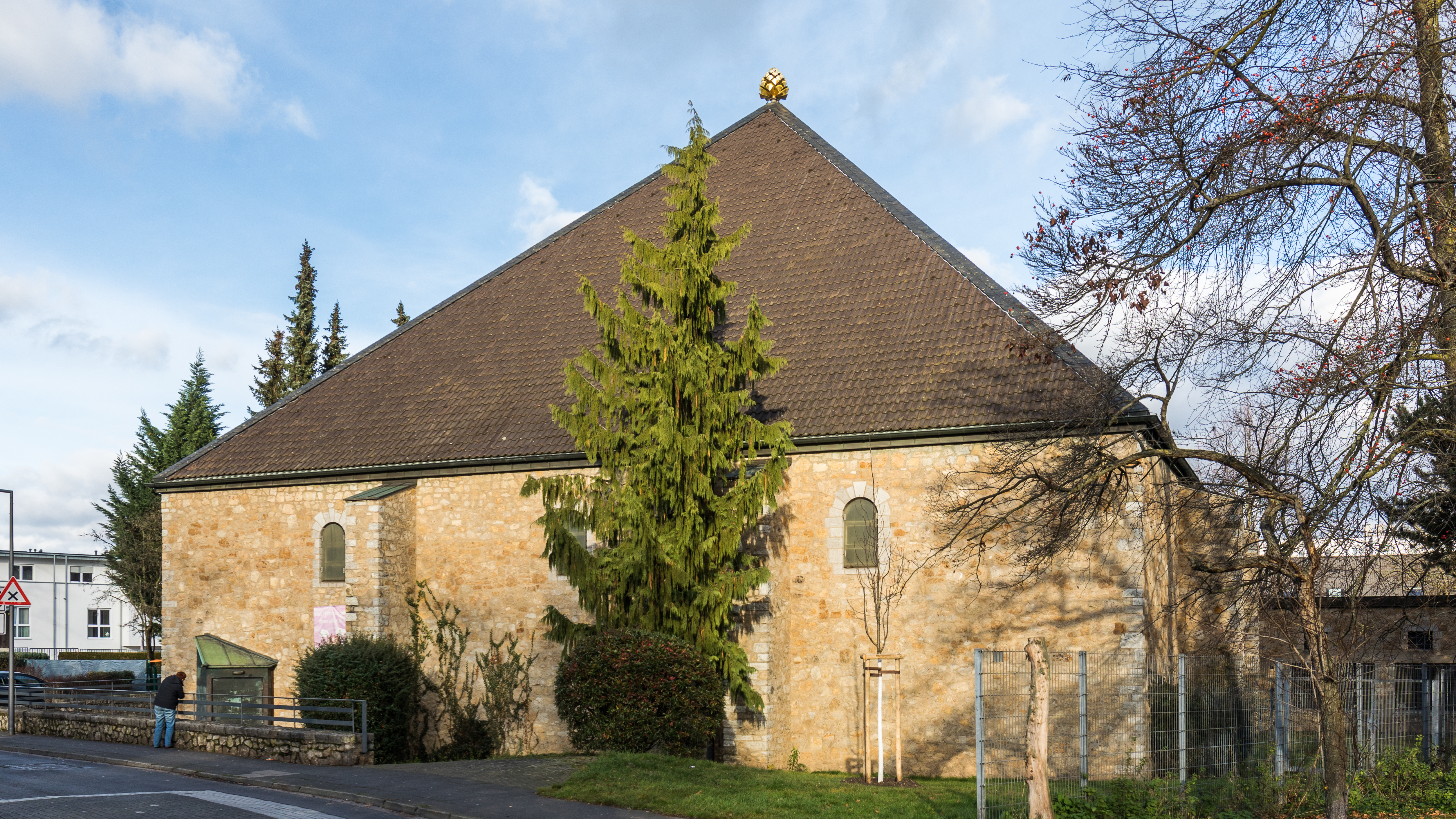
1969: Gemeindezentrum St. Hedwig, Köln-Höhenhaus
- 1969: Kloster der Dominikanerinnen, Düsseldorf-Angermund
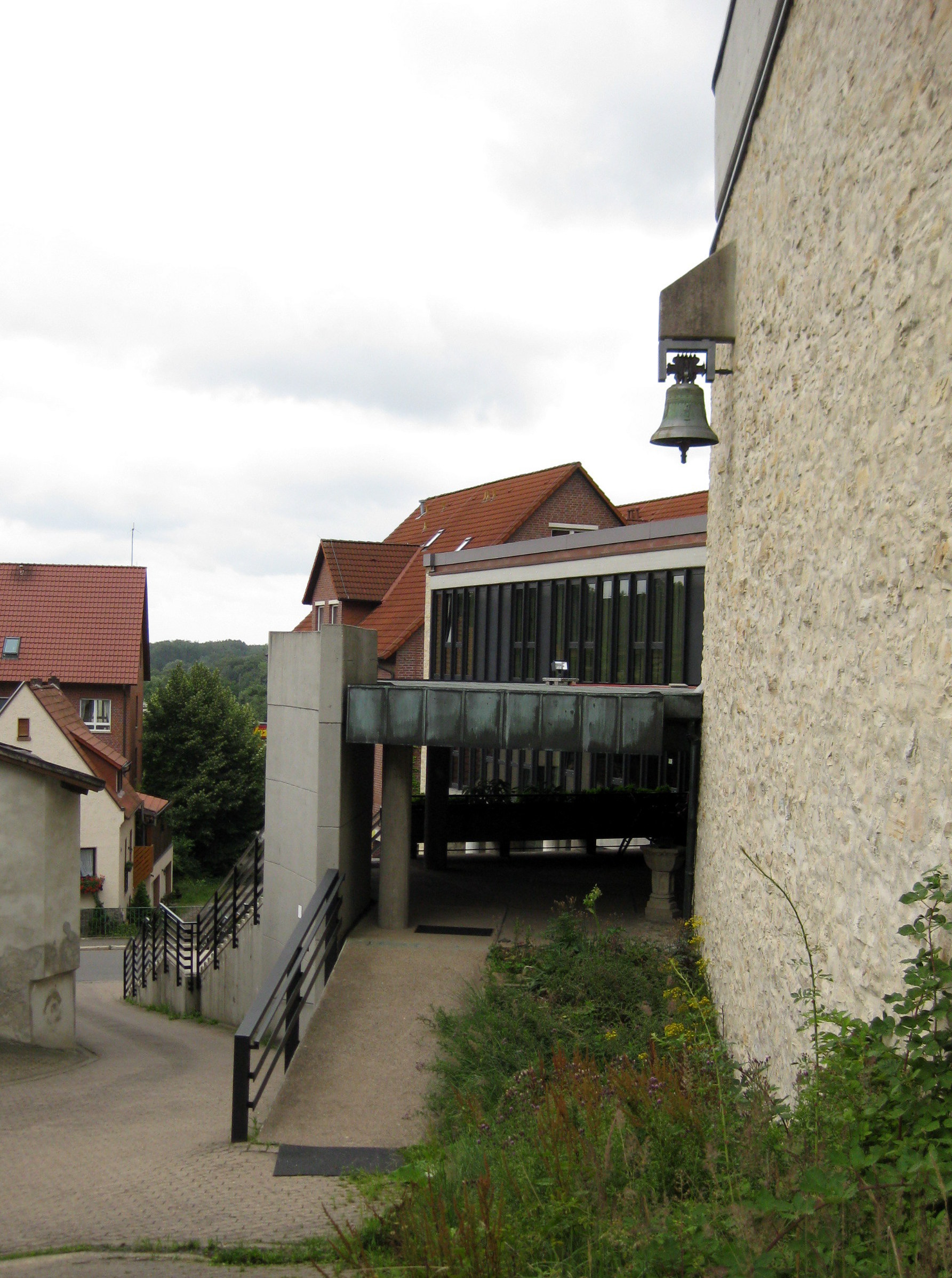
1970: Gemeindezentrum St. Walburga, Porta Westfalica–Hausberge
- 1970: Pfarrkirche Christus König in Oeffingen (Württemberg)
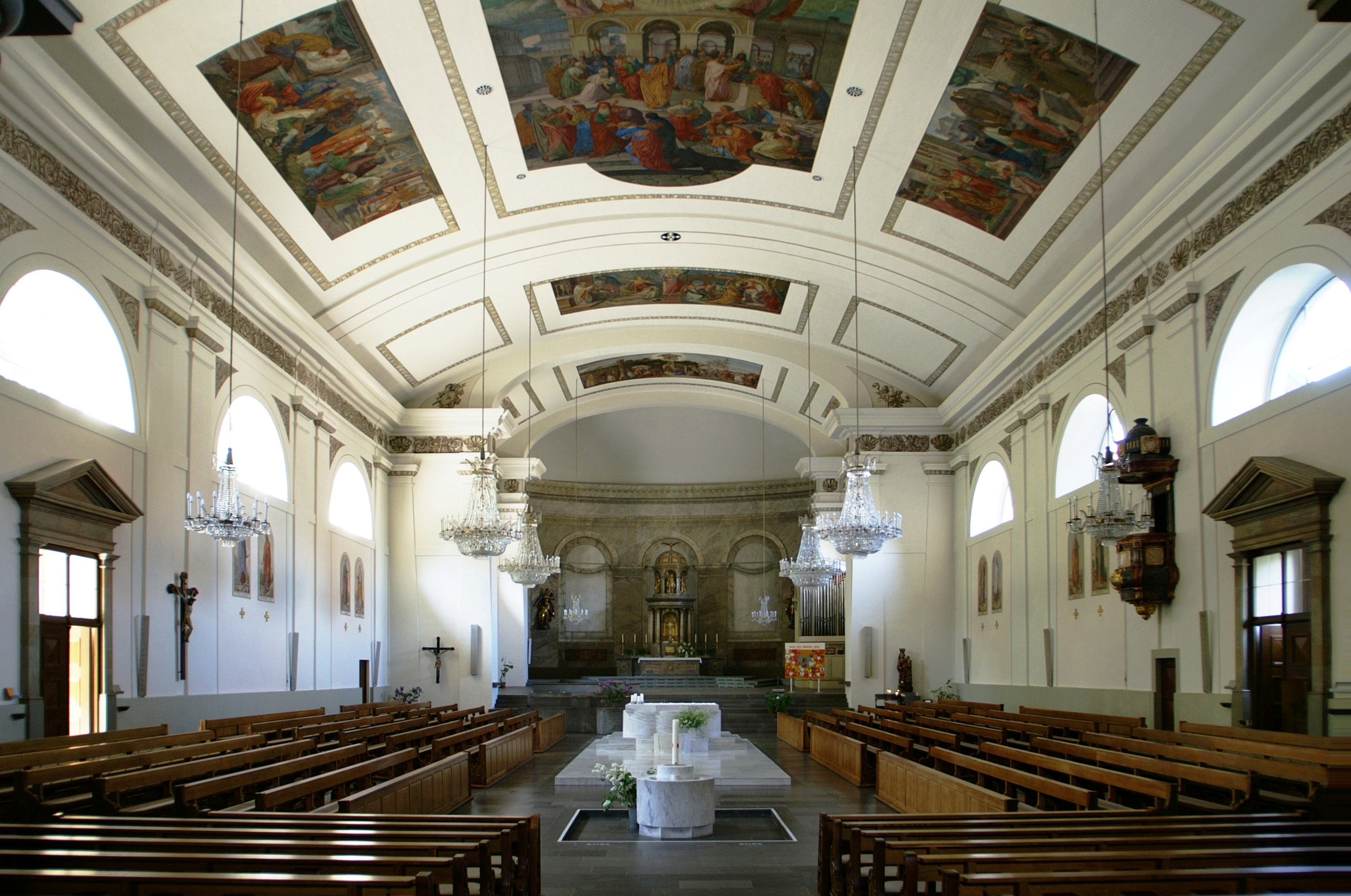
1970: Renovierung der Stadtpfarrkirche Pfarrkirche Dornbirn-St. Martin (Vorarlberg)  - St. Laurentius (Köln-Lindenthal)
  - Kartause Marienau, Seibranz
  - St. Hedwig Köln-Höhenhaus
  - Kath. Gemeindezentrums St.Walburga in Hausberge (Porta Westfalica), Haupteingang
  - Neuordnung St. Martin Dornbirn (Voralberg)

### 1969–2005 Architekturbüro Hülsmann

#### Kirchen
- 1972: Umbau der Pfarrkirche St. Michael, Hohentengen (Württemberg)
- 1973: Gemeindezentrum Auferstehung Christ, Senne I (Bielefeld)
- 1974: Neuordnung der Stadtkirche in Altstätten (Kanton Sankt Gallen, Schweiz)

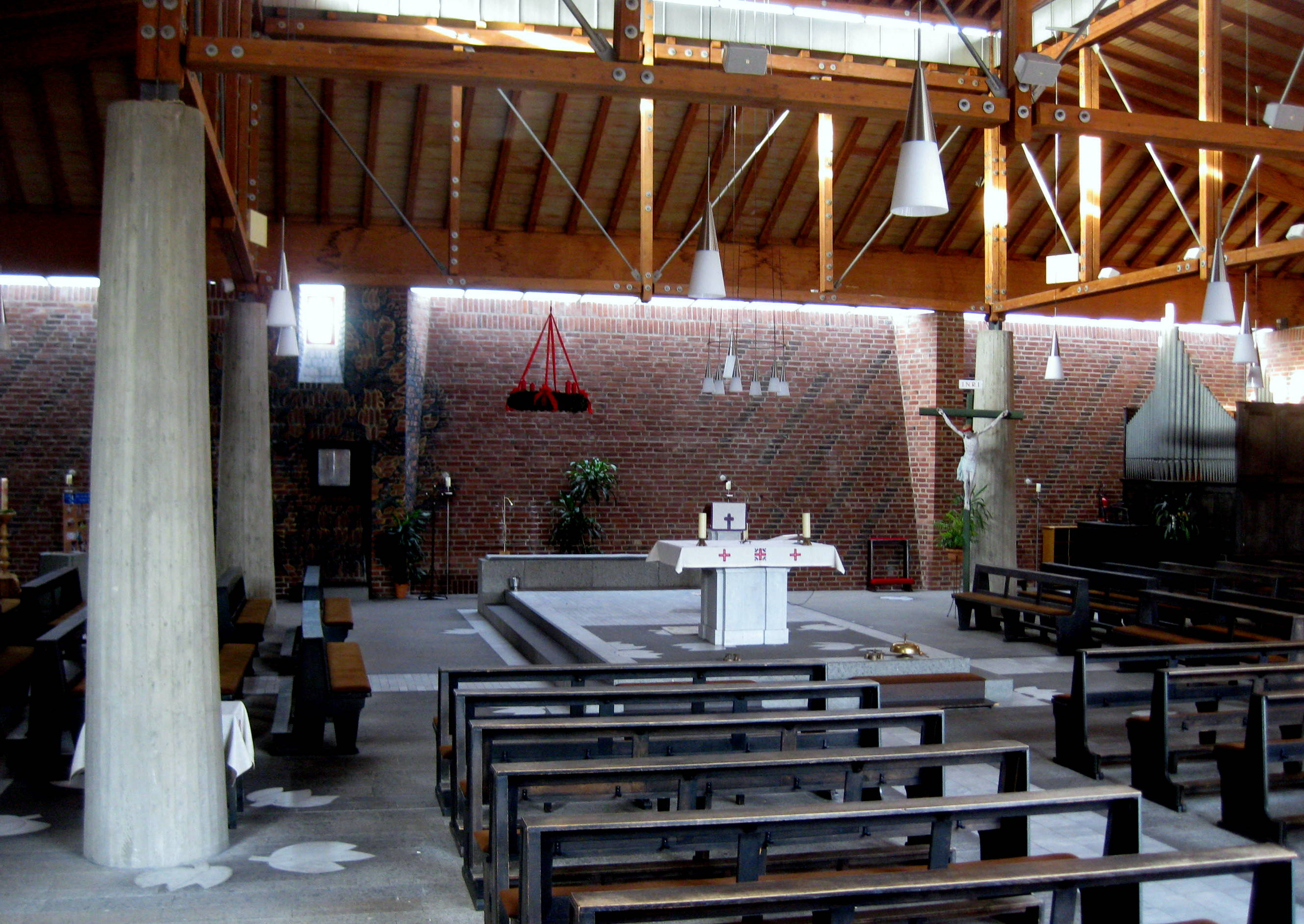
1974: Gemeindezentrum St. Marien, Gütersloh-Avenwedde
- 1975:Pfarrkirche Mariä Verkündigung, Seligenstadt (Main)[14][15][16] (Entwurf:1969)
- 1983: St. Bartholomäus, Warendorf-Einen (Entwurf 1978)
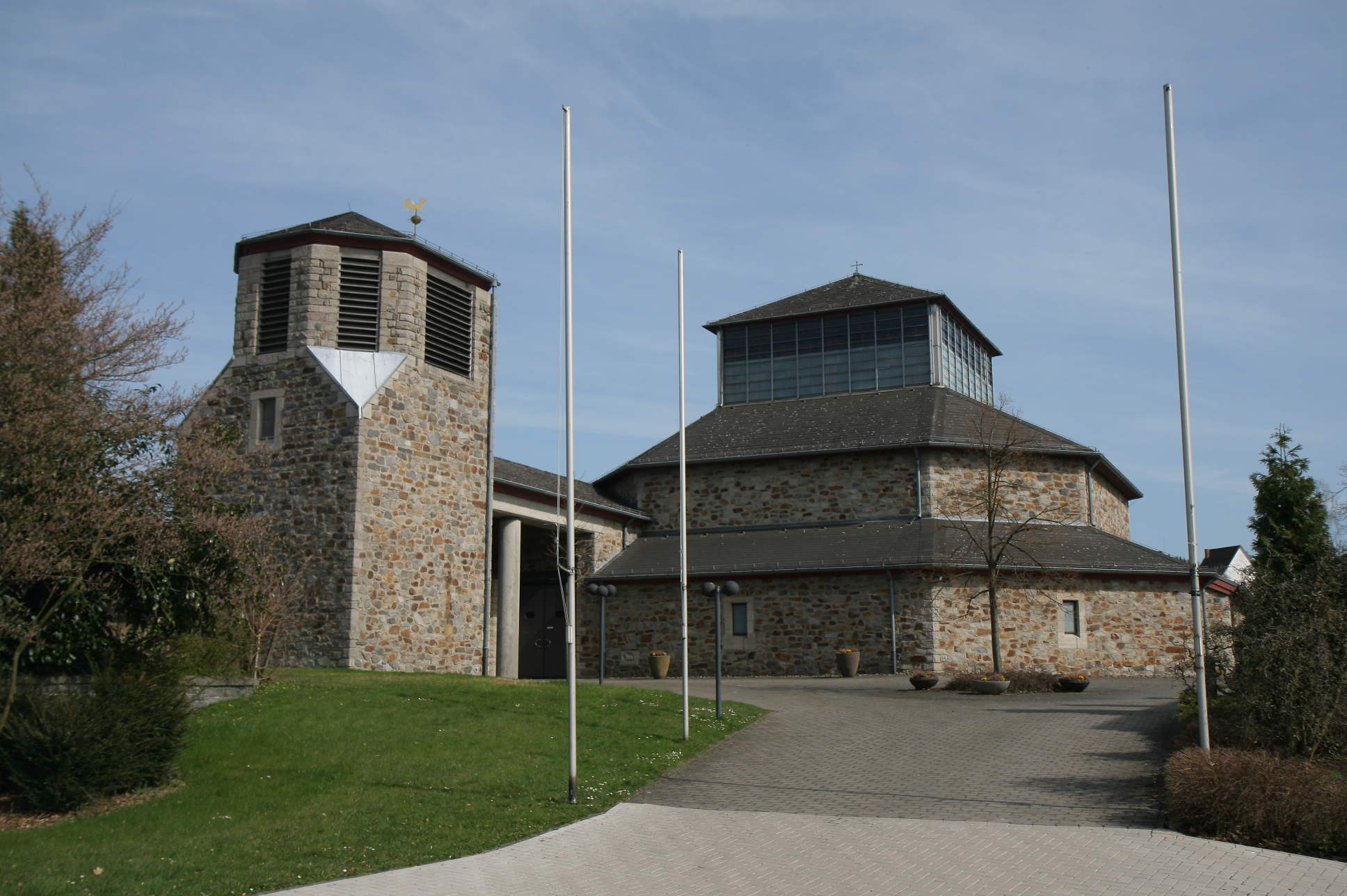
1983: St. Stephanus, Arnsberg-Niedereimer
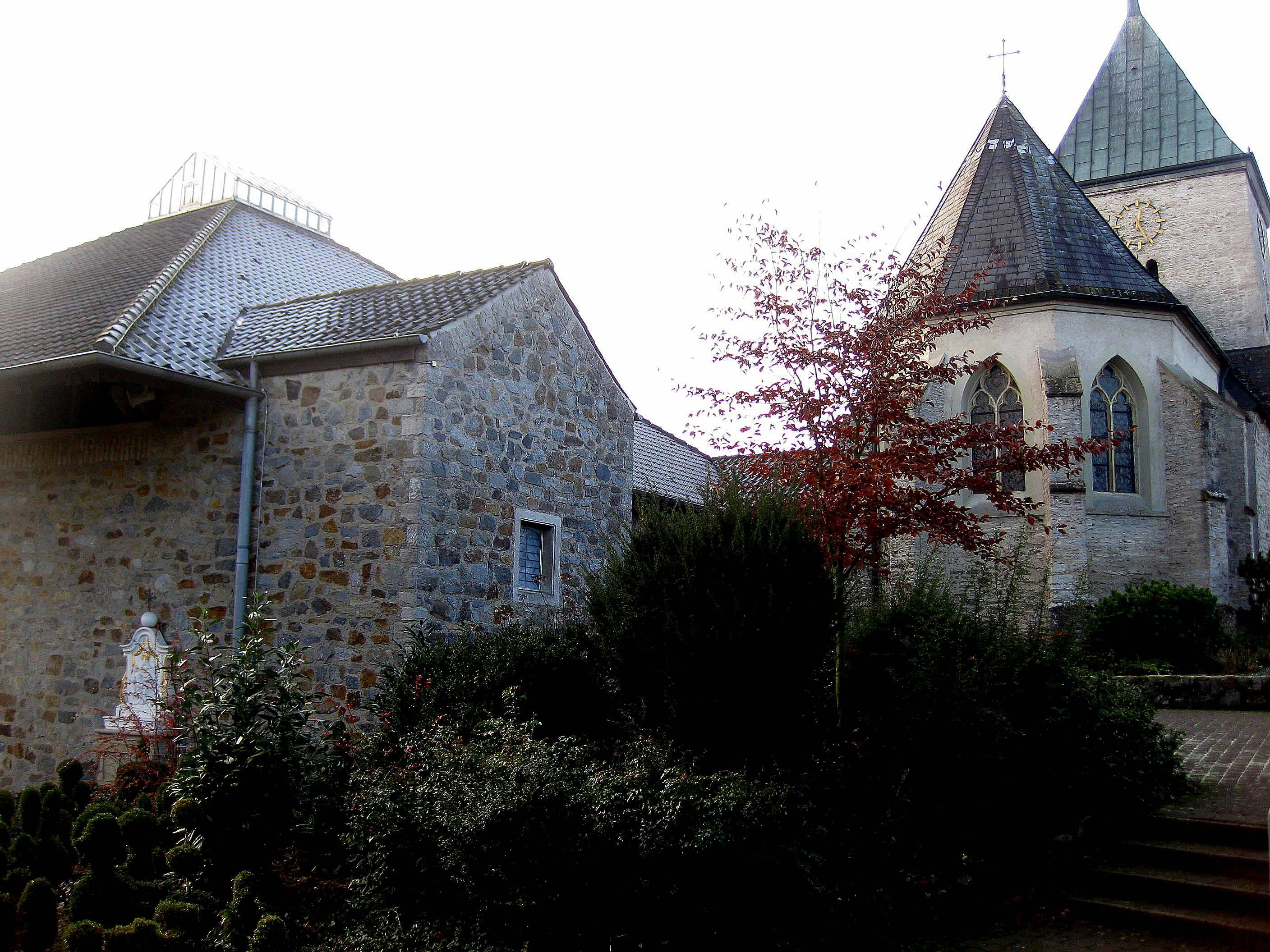
St.Bartholomäus, Warendorf-Einen, Kirchen Neu- und Altbau
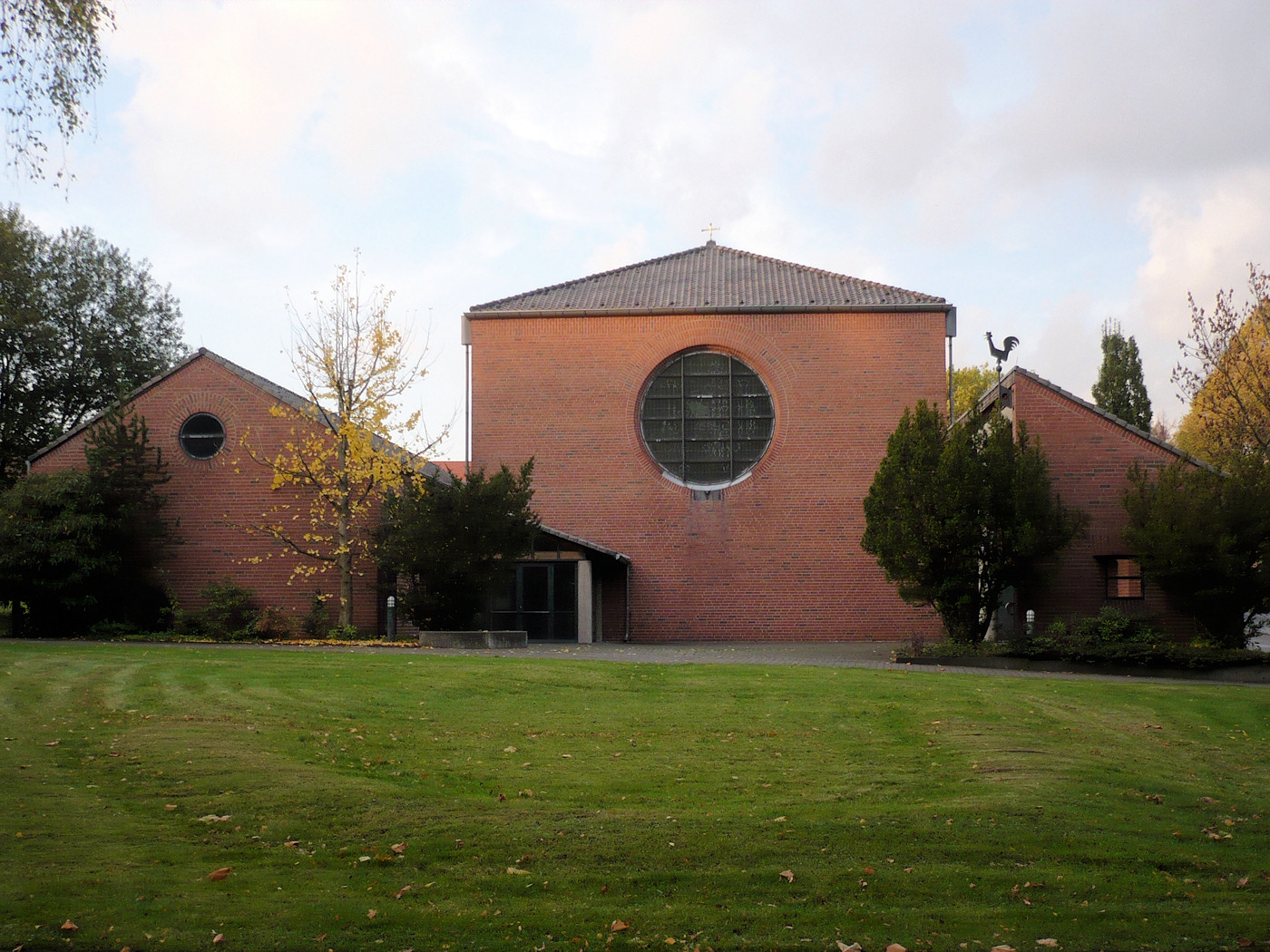
1984: Gemeindezentrum St. Albertus Magnus, Essen-Katernberg
- 1986: Gemeindezentrum Itatinga (São Paulo, Brasilien)
- 1992: Renovierung Heilig-Kreuz-Kirche, Dortmund
- 1996: Erzbischöflichen Kapelle St. Ansgar, Hamburg
- 2000: Gemeindezentrum St. Antonius, Hamburg-Winterhude
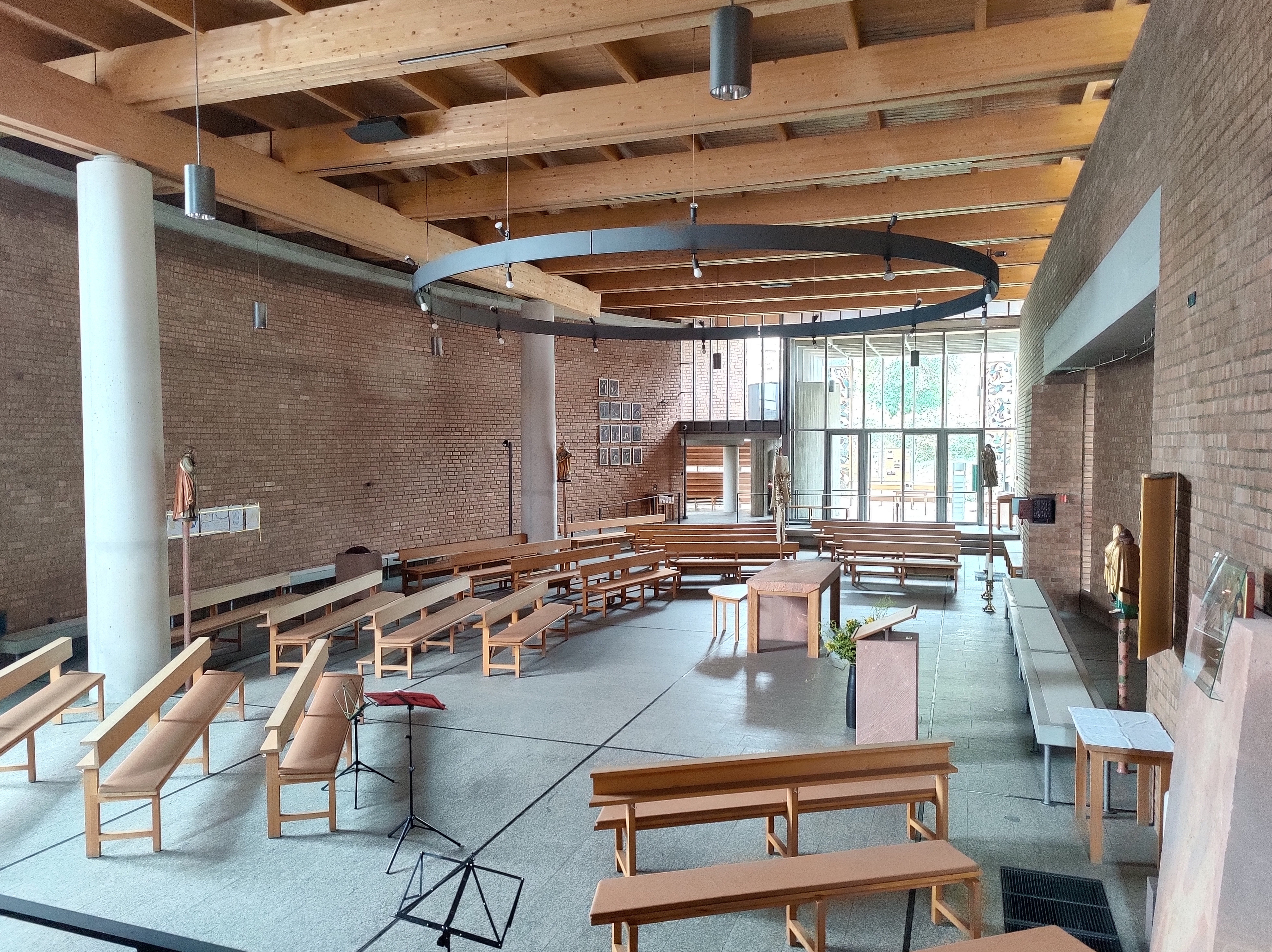
2003: Pfarrkirche St. Elisabeth, Gera
- 2002: Sakristei Bischofskirche St.Sebastian, Magdeburg  - Gemeindezentrum St.Marien, Gütersloh-Avenwedde, Innenraum der Kirche
  - St. Stephaus, Arnsberg-Niedereimer
  - St.Bartholomäus, Warendorf-Einen, Kirchen Neu- und Altbau
  - St. Albertus Magnus Essen-Katernberg
  - St.Elisabeth, Gera

#### Wohnen
- 1976–1978: Wohnhaus Bruncken; Wohnhaus Henrich, Wachtberg; Wohnhaus Dettling, Rheinbach
- 1978: Stadthäuser auf der EURO-BAU-Ausstellung Bonn
- 1979: Stadthäuser in Bonn-Bad Godesberg, An der Nesselburg
- 1980: Neubau Hotel Laurentius, Weikersheim (Württemberg)
- 1979: Atriumhäuser, Meckenheim–Merl
- 1983: Altenheim Franziskushaus, Königswinter (mit Planungsgruppe Stieldorf)

#### Klöster
- 1980: Gästehaus Kloster Steinfeld (Eifel), (in Arbeitsgemeinschaft mit Manfred Sundermann)
- 1989: Erweiterung Kloster La Pierre Qui Vire in St. Léger / Vauban, Frankreich (nicht ausgeführt)

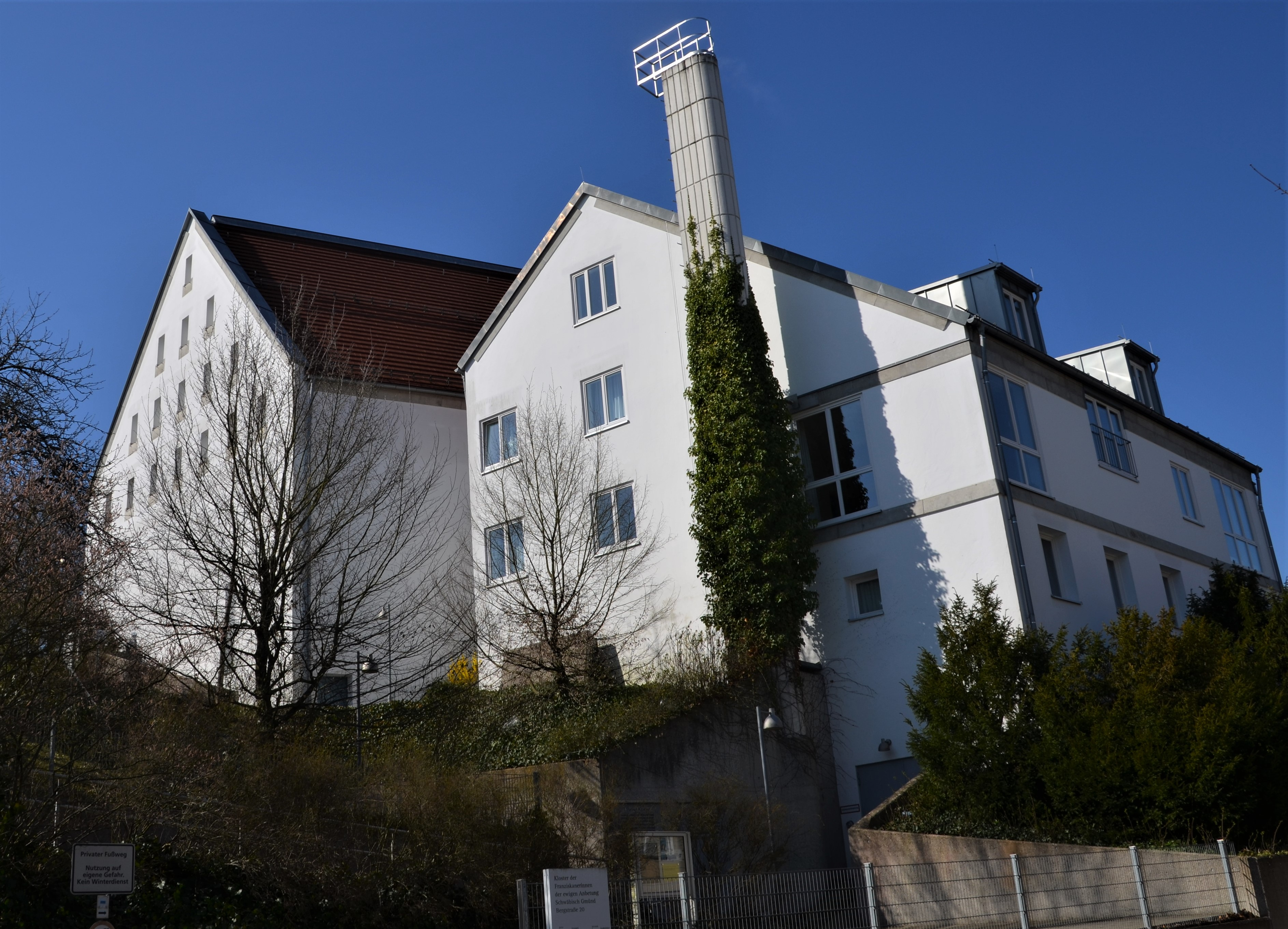
1999: Franziskanerinnen der ewigen Anbetung in Schwäbisch Gmünd
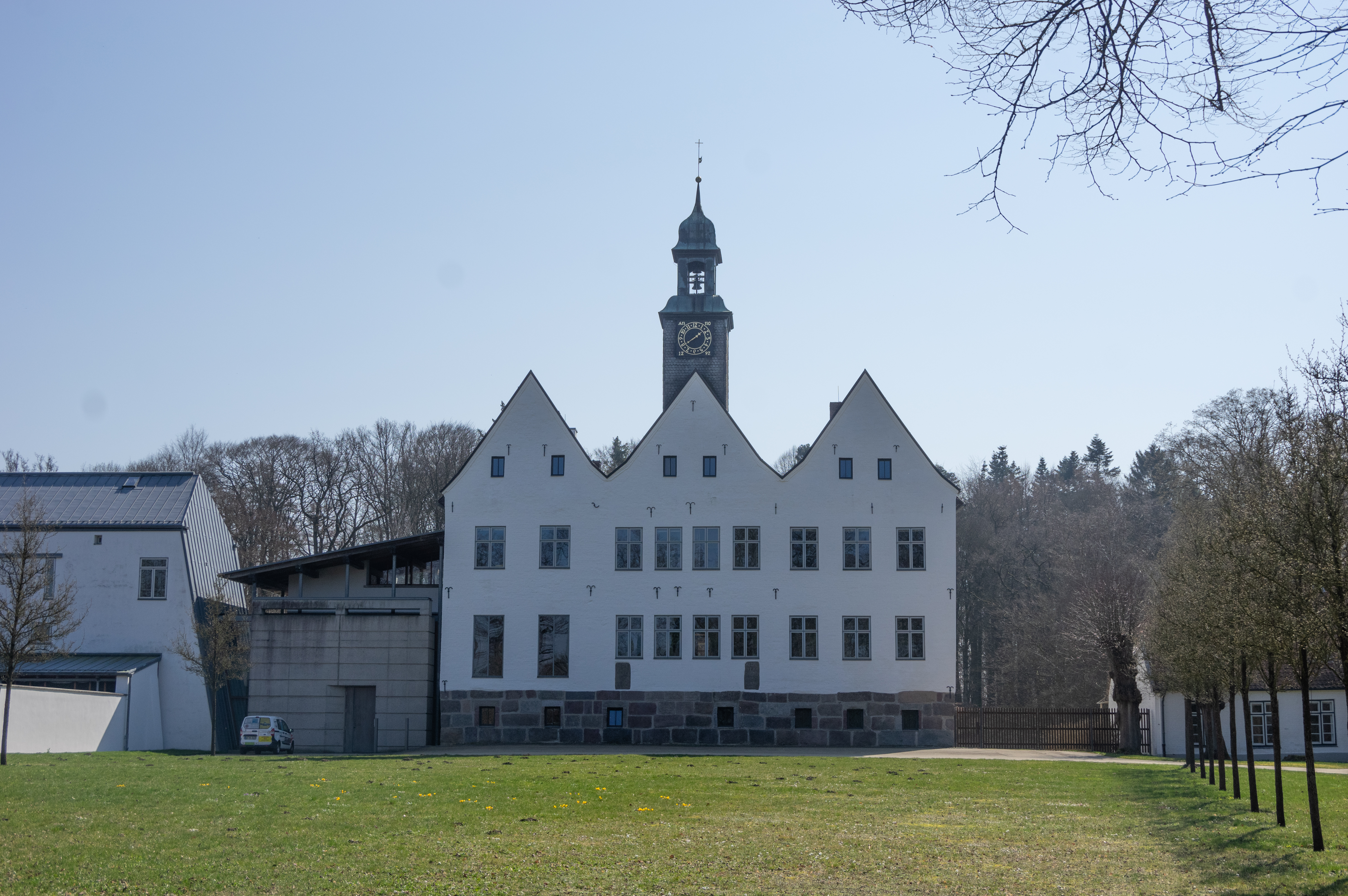
2005:  Priorat St. Ansgar (Benediktinerkloster Nütschau-Travenbrück, Holstein), Wohntrakt und Renovierung des Herrenhauses[19]  - Franziskanerinnen der ewigen Anbetung in Schwäbisch Gmünd
  - Priorat St. Ansgar (Benediktinerkloster Nütschau-Travenbrück, Holstein), Wohntrakt und Renovierung des Herrenhauses

#### Planungen
- 1986: Bebauungsplan und Gestaltungssatzung Ortskern Rheidt–Niederkassel
- 1989: Umsiedlung von Inden (Gestaltungsplan und Baufibel; mit Horst Ulrich; prämiert mit dem 1. Preis)
- 2005: Städtebauliches Gutachten zur Zechensiedlung Phönixstraße, Gladbeck